# Lutzomyia maruaga
Lutzomyia maruaga é mosquito da espécie flebotomíneo  descoberta no Amazonas, na gruta Refúgio dos Maruanga. A descoberta foi publicada na revista Memórias do Instituto Oswaldo Cruz.
A espécie não é hematófoga, não sendo assim transmissora da leishmaniose.